# Pinsa
Pinsa – danie kuchni włoskiej z regionu Lacjum, które stanowi podpłomyk na cieście przygotowanym z mieszanki mąk w różnych proporcjach i bez (lub z niewielkim) dodatku oliwy. Pinsa może być również podawana z sosem pomidorowym i dodatkami. Nazywana jest niskokaloryczną kuzynką pizzy.